# Kapitan fregate (Italija)
Kapitan fregate (izvirno italijansko Capitano di fregata) je častniški čin v uporabi pri Italijanski vojni mornarici. V činovni hierarhiji Italijanske kopenske vojske, Italijanskega vojnega letalstva, Korpusa karabinjerov in Finančne straže mu ustreza čin podpolkovnika. V sklopu Natovega STANAG 2116 spada v razred OF-4.
Nadrejen je činu kapitana korvete in podrejen činu kapitana plovila.

## Oznaka čina
Oznaka čina je dvodelna in sicer:
- narokavna oznaka: en zlati trak in dve zlati črti s pentljo na vrhu in
- naramenska (epoletna) oznaka: en zlati trak in dve zlati črti s pentljo na vrhu.

Galerija
- Narokavna oznaka
- Naramenska (epoletna) oznaka